# Philoscia buddelundi
Philoscia buddelundi är en kräftdjursart som beskrevs av Searle 1922. Philoscia buddelundi ingår i släktet Philoscia och familjen Philosciidae. Inga underarter finns listade i Catalogue of Life.